# الوصيلي
الوصيلي هو تمر ينتج في محافظة الأحساء في المنطقة الشرقية في المملكة العربية السعودية.

## الوصف
يعتبر صنف الوصيلي من الأصناف المناسبة لبيئة الساحلية وبيئة البحر، يعتبر صنف الوصيلي مع أصناف الأحسائية مثل الزرعي، والكبكاب، والخصاب، فهي من التمور التي تاكل منها الدواب أيضًا. كما يوجد في كتاب عبد الله بن عبد المحسن الشايب بعض الأمثال تعمل علي تأكيد العلاقات العامة وجودها في كل مكان باستخدام تمر الوصيلي، فيقال:
| الوصيلي | إذا بغيت الجذب في الوصيلي | الوصيلي |

والقناة الواصلة بين النخلة والتمر طويلة تسمي محليًا العصيقة، ينتج من واحة النخيل حيث تبلغ عدد نخيل واحة الأحساء أكثر من ثلاثة ملايين نخلة.

## فوائد
يُعتبر تمر الوصيلي مهم لمرضى السكري، حيث يحتوي علي نسبة قليلة من السعرات الحرارية، ويحتوي على غذاء صحي متكامل، ويحتوي علي نسبة قليلة من السكر.

## أختبار علي المياة المالحة
في عام 2020، توصل باحثون من وزارة البيئة والمياه والزراعة في السعودية إلي صنف الوصيلي، المناسب لبيئة المياة الساحلية وبيئة مياة البحر وبيئة المياة المالحة، فوجد أن نخيل الوصيلي نمي بنسبة 100%.

## وصلة خاريجية
- تمر الوصيلي علي اليوتيوب
- فيديو شرح لنخيل الوصيلي علي تويتر